# Biedermannsdorf
Biedermannsdorf is een gemeente in de Oostenrijkse deelstaat Neder-Oostenrijk, gelegen in het district Mödling. De gemeente heeft ongeveer 3300 inwoners.

## Geografie
Biedermannsdorf heeft een oppervlakte van 8,94 km². Het ligt in het noordoosten van het land, vlak onder de hoofdstad Wenen.

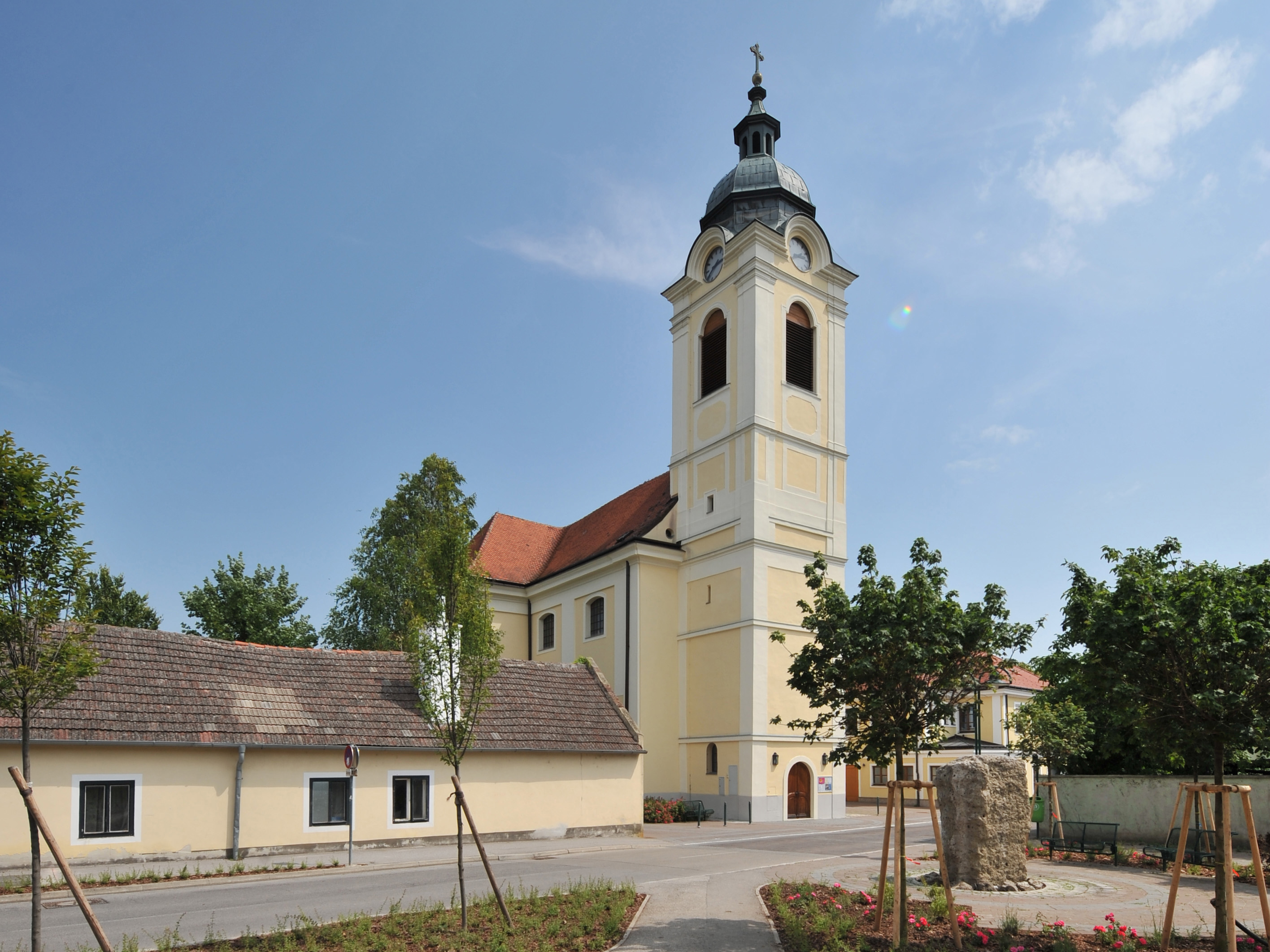
Kerk van Biedermannsdorf

Achau · Biedermannsdorf · Breitenfurt bei Wien · Brunn am Gebirge · Gaaden · Gießhübl · Gumpoldskirchen · Guntramsdorf · Hennersdorf · Hinterbrühl · Kaltenleutgeben · Laab im Walde · Laxenburg · Maria Enzersdorf · Mödling · Münchendorf · Perchtoldsdorf · Vösendorf · Wiener Neudorf · Wienerwald
- Gemeinsame Normdatei: 4526718-2
- Virtual International Authority File: 240083811
- WorldCat: E39PBJhH7wtgt6B3gVf8R9tR8C